# Limnophilella delicatula
Limnophilella delicatula är en tvåvingeart som först beskrevs av Frederick Wollaston Hutton 1900.  Limnophilella delicatula ingår i släktet Limnophilella och familjen småharkrankar. Inga underarter finns listade i Catalogue of Life.